# Réserve naturelle d'Apáthy-szikla
La Réserve naturelle d'Apáthy-szikla (en hongrois : Apáthy-szikla Természetvédelmi terület) est une aire protégée située à Budapest et dont le périmètre est caractérisé comme d'intérêt local.